# Кабрал (футболист)
А́дилсон Тава́риш Варе́ла (порт. Adilson Tavares Varela; род. 22 октября 1988, Прая), более известен как Кабра́л (порт. Cabral) — швейцарский футболист, опорный полузащитник.

## Карьера
Кабрал начал свою карьеру в «Лозанне», дебютировав за клуб в 2005 году. За этот клуб он провёл 26 матчей, пока в 2007 он не перешёл в «Базель» на правах свободного агента. Дебютировал Кабрал за «Базель» 5 августа 2007 года, когда его новый клуб был разгромлен в гостях бернским клубом «Янг Бойз» со счетом 5:1. Следующий сезон игрок провёл в аренде в клубе «Севилья Атлетико».
Когда должность главного тренера «Базеля» занял Торстен Финк, Кабрал вернулся из аренды, а чуть позже сразу стал игроком основного состава. Свой первый мяч за клуб кабовердец забил 9 декабря 2009 года в домашнем матче против «Беллинцоны», закончившемся со счетом 3:2. Великолепный гол забил Кабрал в матче группового этапа Лиги чемпионов УЕФА против «Ромы»: на скорости обыграл троих защитников соперника и перекинул мяч через голкипера римлян Богдана Лобонца. По итогам сезона 2011/12 он стал обладателем третьего «золотого дубля»: выиграл с командой национальный чемпионат и завоевал Кубок страны.

## Личная жизнь
Двоюродный брат Адилсона Желсон Фернандеш — также профессиональный футболист.

## Достижения
«Базель»
- Швейцарская Суперлига (4): 2007/08, 2009/10, 2010/11, 2011/12, 2012/13
- Кубок Швейцарии (3): 2008, 2010, 2012
- Кубок часов: 2011